# Exercitiegenootschap

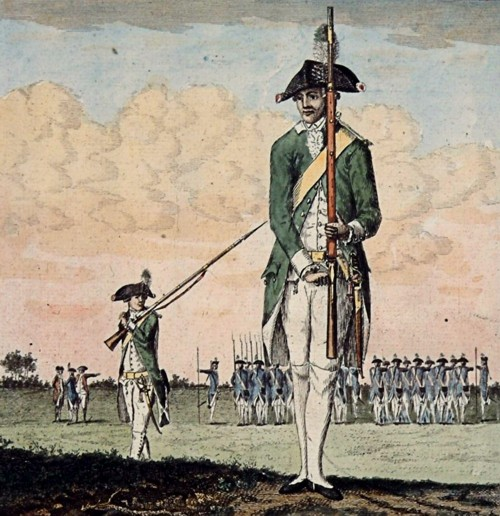
Membres de lexercitiegenootschap De Vrijheid à Dordrecht en 1783.

Une exercitiegenootschap (néerlandais : compagnie d'exercice, pluriel : exercitiegenootschappen) est une milice ou une organisation militaire de la fin du XVIIIe siècle dans les Provinces-Unies. Ces organisations privées armées avaient un mode d'administration démocratique et avaient pour but d'entraîner les citoyens au maniement des mousquets. Elles se sont développées grâce à Joan van der Capellen tot den Pol qui a traduit au début des années 1780 un ouvrage de Andrew Fletcher sur l'armement des citoyens d'Écosse. Elles ont constitué une force armée dont le rôle a été déterminant dans la Révolution batave, contribuant à la propagation des idées républicaines dans la population.

## Causes et contexte
Les exercitiegenootschappen ont été créées après les exemples écossais, américain et suisse de citoyens armés. Les coûts d'une armée permanente, la présence d'officiers étrangers dans l'armée et la négligence envers la marine font l'objet de critiques de la part des patriotes bataves qui, en pleine quatrième guerre anglo-néerlandaise, demandent des réformes. La guerre se révèle désastreuse et est vécue comme une honte nationale, renforçant le contraste entre un glorieux passé et un présent misérable.

## Organisation et structure
Les premières exercitiegenootschappen ont été mises en place en 1783 à Deventer, Dordrecht ou Utrecht. Quint Ondaatje est le meneur de l'exercitiegenootschap d'Utrecht et fait rapidement parler de lui. Selon lui, les compagnies doivent être organisées au niveau des provinces plutôt qu'au niveau national. En 1784, les compagnies signent l'acte van Verbintenis (l'acte d'engagement), s'engageant à s'entraider lorsque cela était nécessaire. Cela a entraîné la création d'exercitiegenootschappen dans les petites villes et le campagnes. Gerrit Paape (en) entreprend d'écrire l'histoire de ces compagnies.
Les catholiques et les mennonites étant admis, de nombreuses personnes souhaitent intégrer les compagnies. Nombreux sont des boutiquiers et des commerçants et des pasteurs comme François Adriaan van der Kemp (en) s'engagent. Ils s'entraînent au moins une fois par semaine, la plupart du temps le dimanche après-midi, après l'office religieux  et, en cas de mauvais temps, à l'intérieur même des églises. À la différence des schutterijen, les miliciens n'ont pas besoin d'être suffisamment riches pour acheter leurs propres armes. L'absence aux entraînements ne coûte que quelques stuivers.